# Негодин, Владимир Валентинович
Владимир Валентинович Негодин (родился 12 февраля 1966 года) — советский и российский регбист, выступавший на позиции восьмого; мастер спорта России международного класса.

## Биография

### Клубная карьера
Окончил восемь классов школы и ФЗУ № 9, выучился на экскаваторщика. Занимался разными видами спорта (футбол, хоккей с мячом, дзюдо, волейбол, гандбол), прежде чем был приглашён двоюродным братом в регбийную секцию. Тренеры — Валерьян Иванович Багдасаров и Владимир Петрович Быков.
Начинал играть в юниорской команде на позиции внешнего центра (номер 13), однако позже перешёл в форварды, поиграв на позиции левого столба и позже став на позиции восьмого. В основу клуба «Красный Яр» (ранее известен под названием «Экскаватортяжстрой») пришёл в 1983 году в составе группы игроков, среди которых были Андрей Малинин, Сергей Староватов, Евгений Татаринов, Александр Кармацкий, Дмитрий Храмогин и Александр Хомяков. Дебютную игру провёл против ВВА им. Гагарина, лидеров чемпионата СССР.
На протяжении четырёх лет «Экскаватортяжстрой» занимал места с пятого по седьмое в чемпионате СССР, а в 1988 году после серии побед занял 2-е место (победил кутаисский «Мшенебели»), обыграв в решающих матчах алма-атинский СКА и монинскую «ВВА им. Гагарина». В 1989 году команда стала бронзовым призёром чемпионата СССР, а в 1990 и 1991 годах выиграла титул чемпионов: грамотно построенная схватка и ход молом позволили красноярцам победить даже грузинских фаворитов из Кутаиси.
В 1993 году в составе «Красного Яра» он выиграл фестиваль регби в Новой Зеландии; в команде в дальнейшем был капитаном. Через год из-за очередной травмы завершил клубную карьеру и временно занял пост помощника тренера клуба, однако в 1996 году возобновил игровую карьеру, доиграв до 2003 года. В 2001 году его команда потерпела четыре поражения от «Сибтяжмаша» в чемпионате России и пятое в Кубке России, однако дважды одержала победу в суперфинале.

### Карьера в сборной
В 1987 году Негодин привлекался к сборам второй сборной СССР перед турниром на призы газеты «Советский спорт». По настоянию второго тренера второй сборной СССР Владимира Грачёва перешёл в нападение из-за травм двух столбов, отыграв на позиции левого столба. Он помог команде обыграть румын и поляков.
В составе студенческой сборной СССР вместе с Юрием Николаевым, Евгением Мочневым и Игорем Куперманом в 1989 году Негодин ездил в Шотландию, где сборная СССР провела три игры против шотландцев (потерпела три поражения). В 1990 году с первой сборной ездил на турне в Австралию (тренер — Виктор Масюра), в 1991 году — на турне в Новую Зеландию (тренеры — Владимир Грачёв и Пётр Этко). Утверждал, что во время турне 1990 года даже охотился на кенгуру, которые пожирали посевы; ему также предлагали остаться в Новой Зеландии после одного из турне.
25 мая 1993 года провёл первую официальную игру за сборную России в Сопоте против Грузии. Из-за травмы пропустил матчи сборной 1994 года, выигравшей Предварительный турнир ФИРА (один из дивизионов чемпионата Европы). 18 апреля 1998 года по итогам матча против Италии в Красноярске (поражение 18:48) получил приз лучшего игрока встречи. 4 марта 2001 года провёл последнюю игру за сборную России против Грузии, отыграв всего за сборную России 19 маттчей.

### Тренерская карьера
После завершения игровой карьеры занялся тренерской деятельностью в СДЮСШОР, выиграв со своими воспитанниками в 2015 году турнир «Будущие звезды овального мяча» («Кубок мэра Красноярска»). Около полутора лет не тренировал, работая таксистом. Известные воспитанники — Владимир Руденко и Максим Тимощук.
В 2018 году тренировал новокузнецкий «Металлург». С 2019 года тренирует дубль «Красного Яра».